# Pompeya: la leyenda del Vesubio
Pompeya: la leyenda del Vesubio –en francés: Pompéi : La Colère du volcan– es una aventura gráfica desarrollada para Microsoft Windows y macOS por Arxel Tribe en colaboración con la Réunion des Musées Nationaux y la Soprintendenza Archeologica di Pompei, y publicada por Cryo Interactive en 2000. Ambientada en los días previos a la destrucción de Pompeya en 79, se inserta en la línea de videojuegos de dimensión educativa distribuidos por Cryo, como Egipto 1156 a. C.: la tumba del faraón, Versalles 1685: complot en la corte del Rey Sol o China: crimen en la Ciudad Prohibida.
Pompeya fue concebida como la primera parte de una trilogía protagonizada por el personaje Adrian Blake, y fue sucedida en 2002 por Jerusalén: los tres caminos de la ciudad santa.

## Argumento
El jugador encarna al cartógrafo escocés Adrian Blake, quien se encuentra en una expedición en Armenia a finales de la década de 1910 cuando queda atrapado en una cueva y, gravemente enfermo, tiene una visión de la diosa babilónica Ishtar. En ella la divinidad le ofrece su ayuda a cambio de que se convierta en su amante, pero Adrian, enamorado de una mujer llamada Sophia, se niega. Airada, Ishtar desaparece y Adrian consigue salvarse inesperadamente. Un año más tarde, sin embargo, Sophia desaparece el día anterior a su boda con Adrian, y este comprende que es víctima de una maldición invocada por la diosa que quiso tentarle. El cartógrafo regresa entonces a la misma cueva donde tuvo lugar el incidente, y donde Ishtar decide someterlo a la prueba de intentar salvar a su prometida como un total desconocido en diferentes escenarios de la historia.
El primer viaje temporal conduce a Adrian Blake a Pompeya, a día 20 de agosto de 79. Conocedor de la historia antigua, Adrian sabe que el 24 de agosto el monte Vesubio entrará en erupción y sepultará la ciudad en ceniza, de modo que dispone únicamente de cuatro días para cumplir su misión.

## Desarrollo
Pompeya empleó el motor de juego CINview, que Arxel Tribe había programado originalmente para Fausto en 1999.

## Sistema de juego
Pompeya es una aventura gráfica de corte clásico –point and click– cuyo funcionamiento es idéntico al de la mayoría de videojuegos publicados por Cryo Interactive. El jugador puede observar el entorno que le rodea en todas las direcciones mediante el desplazamiento del cursor con el ratón, y circula a través de rutas predefinidas. Cuando el jugador mueve el ratón, el cursor queda permanentemente en el centro de la pantalla y el paisaje se traslada, y cuando el cursor pasa sobre un área donde es posible realizar una interacción, cambia de forma dependiendo de la acción que se permita acometer –moverse, tomar un objeto, iniciar una conversación con un personaje no jugador–.
El sistema de juego de Pompeya, sin embargo, cuenta con características propias. La más importante es la posibilidad de moverse libremente por la antigua ciudad romana de Pompeya, reconstruida en imágenes sintéticas generadas tomando como base los descubrimientos arqueológicos. Otro elemento específico del videojuego es una enciclopedia integrada en la partida que detalla la historia de Pompeya y la vida cotidiana de sus habitantes, que el jugador puede consultar en cualquier momento haciendo clic en un amuleto presente en una esquina de la pantalla.

## Distribución
El videojuego fue lanzado en todo el mundo en 2000, con diferentes títulos: en francés fue distribuido como Pompéi : La Colère du volcan y en la versión inglesa publicada en Europa como Pompei: The Legend of Vesuvius, mientras que en el mercado estadounidense fue comercializado como TimeScape: Journey to Pompei.
La serie de Adrian Blake, que fue continuada por Jerusalén: los tres caminos de la ciudad santa en 2002, debía haber cerrado con una tercera entrega que nunca fue desarrollada debido a la quiebra de Cryo Interactive aquel mismo año. Los derechos sobre el antiguo catálogo de la empresa fueron adquiridos por Microids en octubre de 2008.

## Recepción
En diciembre de 2000, el director de mercadotecnia de Cryo Interactive, Mathieu Saint-Denis, declaró que Pompeya había vendido 120 000 unidades contando únicamente Europa, de las cuales 30 000 correspondían a Francia.
En cuanto a la crítica, Tom Houston de Just Adventure elogió su trama, gráficos y puzles, al tiempo que lo consideraba a la par con Egipto 1156 a. C., China o Azteca, mientras que Ray Ivey, en el mismo sitio web, calificó el juego con una D, comentando que la experiencia lo había dejado «malhumorado durante días». Tamara Schembri de GameSpy lo comparó positivamente con Atlantis II, estimando que combinaba a la perfección la educación y el entretenimiento. En GameZone, Michael Lafferty meditó que el videojuego tenía un gran atractivo como juego de aventuras familiar con una rica historia.